# Gerenzano
Gerenzano é uma comuna italiana da região da Lombardia, província de Varese, com cerca de 9.014 habitantes. Estende-se por uma área de 9,8 km², tendo uma densidade populacional de 920 hab/km². Faz fronteira com Cislago, Rescaldina (MI), Rovello Porro (CO), Saronno, Turate (CO), Uboldo.

## Demografia
| Variação demográfica do município entre 1861 e 2011                               |
|                                                                                   |
| Fonte: Istituto Nazionale di Statistica (ISTAT) - Elaboração gráfica da Wikipedia |